# Burgstall Altes Köpfchen
Der Burgstall Altes Köpfchen ist eine abgegangene hochmittelalterliche Höhenburg südöstlich von Lindenfels im Landkreis Bergstraße in Hessen. Die Burgstelle ist ein hessisches Bodendenkmal.

## Lage

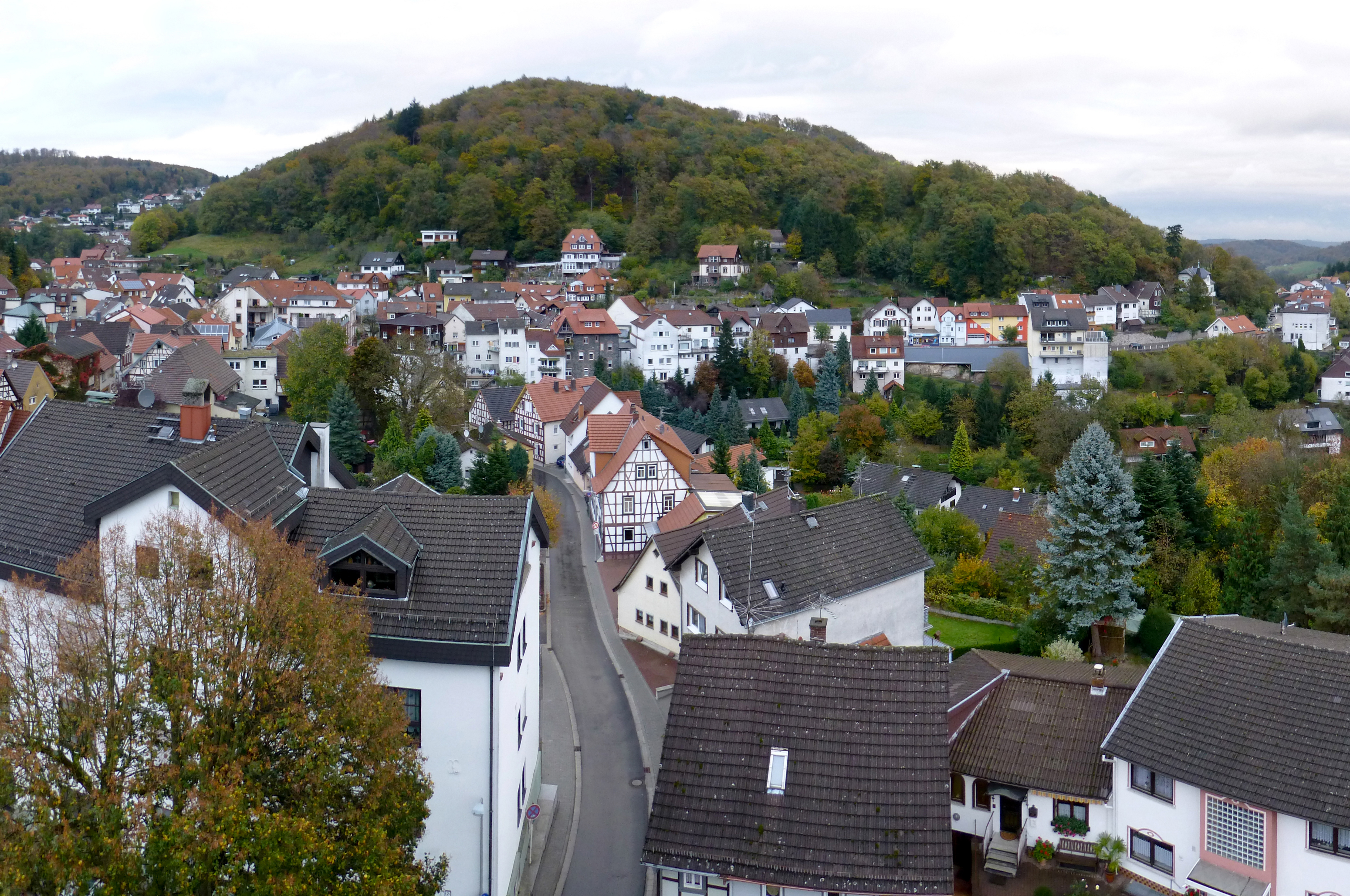
Blick vom Bürgerturm auf Lindenfels und Schenkenberg; rechts im Bild auf dem Ende des Ausläufers befindet sich der Burgstall

Der Burgstall befindet sich südöstlich des Ortskernes von Lindenfels auf einem Ausläufer des Schenkenberges, der von der Bundesstraße 47 in einem südlichen Bogen umlaufen wird. Der ca. 490 m hohe Schenkenberg bildet hier einen länglichen Sporn nach Süden, auf dessen Spornende sich die ehemalige kleine Burg befand.

## Geschichte
Von der Burg sind keine urkundlichen Nachrichten überliefert. 
Knappe benennt eine mögliche erste Wehranlage durch das Kloster Lorsch zur Sicherung ihres Herrschaftsbereiches bereits im 11. Jahrhundert, die dann unter Bertold I. von Hohenberg, sich dann Bertold der Jüngere von Lindenfels nennend, ausgebaut worden sein soll.
Die europäische Burgendatenbank datiert die Erbauung in die 1. Hälfte des 12. Jahrhunderts.
Das Datierungsende der Burg wird ins 17. oder ins 17. bis 18. Jahrhundert gelegt.

## Beschreibung
Die kleinere Burganlage war mit einem Ringgraben trapezförmig gesichert. Ein noch heute gut sichtbarer in den Fels getriebener Halsgraben mit maximaler Breite von 13 Metern und bis 10 Meter Tiefe sicherte die Burg zusätzlich gegen den fast 120 Meter höher liegenden Schenkenberg. Eine Vorburg lässt sich aus Reliefdaten nordöstlich der Burgstelle vermuten. Abhängig von einer Datierung lässt sich die Burg als möglicher Vorläufer der Burg Lindenfels, die etwa 500 Meter Luftlinie südwestlich des Burgstalls und südwestlich des Ortes über dem Schlierbachtal thront, interpretieren oder als nahezu gleichzeitig oder kurze Zeit später entstandener Vorposten (Nebenburg) der Burg Lindenfels zur Sicherung der Zugangsstraße zum Ort, die gleichzeitig Verbindungsweg zwischen Weschnitz- und Lautertal war. Von den Ausmaßen und der Hügelstruktur lässt sich die Annahme einer Turmburg begründen.
Sichtbare Mauerreste sind nicht mehr erhalten. Bei Ausgrabungen 1907 und nochmals 1974/75 waren bei Grabungen Mauerreste im Bereich des Berings gefunden worden.